# Маттерка
Маттерка (Маттера) — река, протекающая по территории Панинского сельского поселения Белозерского района Вологодской области России, впадает в Андозеро.
Река вытекает из болота у деревни Горбуша, течёт на юг, протекает деревни Зарецкая, Панинская, Борок. Маттерка впадает в северо-западную оконечность озера Андозеро, напротив её устья, на южном берегу расположен исток Андоги.
Длина реки составляет 18 км, площадь водосборного бассейна — 153 км². Крупных притоков нет.

## Данные водного реестра
По данным государственного водного реестра России относится к Верхневолжскому бассейновому округу, водохозяйственный участок реки — Суда от истока и до устья, речной подбассейн реки — Реки бассейна Рыбинского водохранилища. Речной бассейн реки — (Верхняя) Волга до Куйбышевского водохранилища (без бассейна Оки).
Код объекта в государственном водном реестре — 08010200212110000008101.